# Stellifer zestocarus
Stellifer zestocarus är en fiskart som beskrevs av Gilbert, 1898. Stellifer zestocarus ingår i släktet Stellifer och familjen havsgösfiskar. IUCN kategoriserar arten globalt som livskraftig. Inga underarter finns listade i Catalogue of Life.